# قهرآباد سلیمان
قهرآباد سلیمان(به کردی: قاوراوای سلێمان، Qawiraway silêman) روستایی از توابع بخش زیویه در شهرستان سقز است که در استان کردستان ایران قرار دارد.پیج اینستاگرام https://instagram.com/qahrabad_e_solyman?igshid=YmMyMTA2M2Y=

## جمعیت
این روستا در دهستان خورخوره واقع شده و براساس سرشماری سال 1395، جمعیت آن 500 نفر (100 خانوار) بوده‌است.